# Pogromos antijudíos en el Imperio ruso

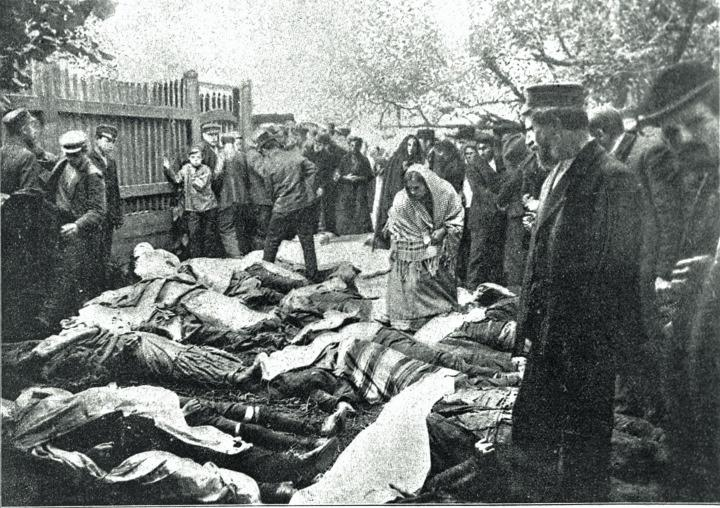
Pogromo de Białystok (Imperio ruso, actual Polonia) durante los días 14 a 16 de junio de 1906

El término "pogromo", en el sentido de agresiones multitudinarias, espontáneas o premeditadas antijudías, fue utilizado por primera vez en el siglo XIX, en referencia a los pogromos antijudíos en el Imperio ruso. Los pogromos comenzaron después de que el Imperio ruso, que anteriormente tenía una población judía muy pequeña, adquiriera territorios con importantes poblaciones judías entre los años 1791-1835. Estos territorios fueron designados como la "Zona de residencia" por parte del gobierno ruso, dentro de la cual se les permitía vivir a los judíos (aunque a regañadientes), y fue dentro de la misma en la que los pogromos tuvieron lugar. A la mayoría de los judíos se les impedía mudarse a otras partes del imperio, a menos que se convirtieran al cristianismo ortodoxo.

## Odessa, 1821
Los pogromos de Odessa de 1821 a menudo son considerados como los primeros de su tipo, los cuales tuvieron lugar luego de la ejecución del patriarca de la iglesia ortodoxa Gregorio V en Constantinopla y en los cuales murieron 14 judíos. Quienes iniciaron los pogromos en 1821 fueron griegos de la zona, quienes solían tener una diáspora importante en las ciudades portuarias de la región que en ese entonces era conocida como Novorossiya. Otras fuentes consideran que el primer pogromo fue el de los disturbios de Odessa de 1859.
También hubo un pogromo grande en la noche del 15-16 de abril de 1881 (el día de pascua para la iglesia ortodoxa) en la ciudad de Yelizavetgrad (actualmente Kirovogrado). El 17 de abril, unidades del ejército fueron despachadas y se les obligó a utilizar armas de fuego para dispersar la manifestación. No obstante, esto solo exacerbó la situación en la región y una semana después una serie de pogromos tuvieron lugar en partes de la Gobernación de Jersón.
El 26 de abril de 1881 la ciudad de Kiev se vio envuelta incluso en más caos. El pogromo de Kiev de 1881 es considerado el peor de ese año. Los pogromos de 1881 no terminaron allí. Continuaron hasta el verano, extendiéndose por un territorio tan grande como la actual Ucrania: las gobernaciones de Podolia, Volinia, Chernígov, Yekaterinoslav, y otras. Durante estos pogromos se formaron las primeras organizaciones de autodefensa judías, estando las más importantes en Odessa. Fueron organizadas por estudiantes de la Universidad de Novorossiysk.